# Neil Sedaka
Neil Sedaka, född 13 mars 1939 i Brooklyn i New York, är en amerikansk kompositör, sångare och pianist.

## Biografi

### Tidiga år
Neil Sedaka var redan som ung en lovande pianist som bland annat fick spela på New Yorks radiokanal för klassisk musik. 1952 träffade han (blivande textförfattaren) Howard Greenfield, tillsammans med vilken Sedaka kom att skriva över 500 sånger, då de jobbade som kontraktsförfattare på Aldon Music. Deras första framgång som låtskrivare kom 1958 då sångerskan Connie Francis fick en hit med deras "Stupid Cupid".
Denna framgång gjorde att han fick kontakter med ett skivbolag och under det sena 1950-talet och tidiga 1960-talet hade han flera stora hits bland andra "Calendar Girl", "The Diary", "Stairway To Heaven", "Oh Carol" (som syftade på Carole King) , "Next Door To An Angel", "Little Devil", "One Way Ticket (To The Blues)", "Breaking up is hard to do" och "Happy Birthday Sweet Sixteen".
Under senare delen av 1960-talet höll han en lägre profil som artist och skrev låtar åt andra som till exempel The Monkees, Lesley Gore, The Fifth Dimension, Tony Christie och Tom Jones. Han spelade klaviatur på The Archies världshit "Sugar, Sugar" 1969.

### 1970- och 1980-talet

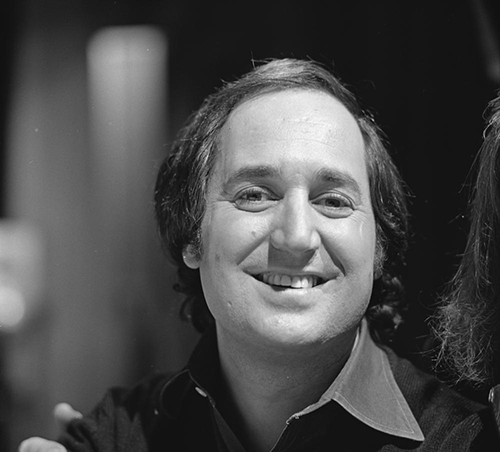
Neil Sedaka 1974.

I början av 1970-talet gjorde han stor comeback, främst i England, där låtar som "That's When The Music Takes Me" och "Laughter in the Rain" blev framgångsrika. Albumen Solitaire (1972) och The Tra-la Days Are Over (1973) spelades in tillsammans med gruppen 10cc. När Elton John fick reda på att Sedaka inte hade något skivkontrakt i USA, gav denne ut flera LP med Sedaka på sitt eget bolag Rocket. Sedaka och Elton John hade 1975 en gemensam listetta på Billboard-listan i USA med låten "Bad Blood". 
Under 1970-talet började Sedaka skriva låtar tillsammans med textförfattaren Phil Cody samtidigt som samarbetet med Howard Greenfield fortsatte fram till dennes död 1986. "Love Will Keep Us Together" (av Sedaka/Greenfield) blev till ännu en amerikansk listetta för duon Captain & Tennille 1975. En nyinspelning av "Breaking Up Is Hard To Do" från 1975 nådde Billboard-listans topp-10 och Sedaka är tack vare detta den enda artist som haft två topp-10 hits med samma låt i olika versioner.
Självbiografin Laughter in the Rain publicerades 1987.

### Senare år
Samlingsalbumet The Definitive Collection som gavs ut 2007 debuterade på amerikanska Billboard-listans 22:a plats, vilket är Sedakas första placering på albumlistan sedan albumet In the Pocket från 1980 och hans bästa placering sedan albumet The Hungry Years som nådde 16:e plats 1975.
Albumet Music of my Life nådde 10:e plats på englandslistan 2009. 

## Privatliv
Sedaka är sedan 11 september 1962 gift med Leba (född Strassberg). Paret har två barn tillsammans, dottern Dara Sedaka och sonen Marc Sedaka.

## Diskografi
- Neil Sedaka and The Tokens (1958)
- Neil Sedaka and The Tokens and Coins (1958)
- Rock With Sedaka (1959)
- Circulate (1961)
- Sings Little Devil and His Other Hits (1961)
- Canta En Espanol (utgiven i Spanien) (1963)
- Mas Neil Sedaka en Espanol  (utgiven i Spanien) (1964)
- Neil Sedaka Italiano (utgiven i Italien) (1964)
- Neil Sedaka Italiano Volume 2 (utgiven i Italien) (1964)
- Smile (1965)
- Greatest Hits (1959–1963) (1963)
- Sounds of Sedaka (1969)
- On Stage (live) (1970)
- Emergence (1972)
- Neil Sedaka (US) (1972)
- Solitaire (UK) (1972)
- The Tra-la Days Are Over (UK) (1973)
- Laughter in the Rain (UK) (1974)
- Live at the Royal Festival Hall (live) (UK) (1974)
- Sedaka's Back (US) (1974)
- Overnight Success (UK) (1975)
- The Hungry Years (US) (1975)
- Steppin' Out (1976)
- Laughter & Tears: The Best of Neil Sedaka (samlingsalbum) (1976)
- Neil Sedaka and Songs - A Solo Concert (live 2-LP) (1977)
- A Song (1977)
- The Many Sides of Neil Sedaka (samlingsalbum 1961-1965) (1978)
- All You Need Is The Music (1978)
- In the Pocket (1980)
- Now (1981)
- Come See About Me (1984)
- The Good Times (1986)
- Timeless - The Very Best Of Neil Sedaka (nyinspelningar) (1991)
- Love Will Keep Us Together (nytt material + gammalt) (1993)
- Classically Sedaka (kända operastycken med ny text av Sedaka) (1995)
- Tales Of Love (1998)
- Brighton Beach Memories - Neil Sedaka Sings Yiddish (2003)
- The Show Goes On (2003)
- Oh Carol - The Complete Recordings 1955 - 1966 (8-CD box med mycket tidigare outgivet material (2003)
- The Miracle of Christmas (2006)
- The Definitive Collection (2007) (samlingsalbum)
- The Miracle of Christmas (2008) (2-CD-version)
- Waking Up is Hard To Do (2009) (barnalbum)
- The Music of My Life (2009) (2-CD (studioalbum + 1 CD samlingsalbum))
- The Real Neil (2012)
- Neil Sedaka In The Studio, 1958-1962 (2013)
- Neil Sedaka In The Studio, 1958-1962, Vol. 2  (2014)
- I Do It for Applause (2016)

Fotnot: Förutom ovanstående föreligger ett stort antal samlingsalbum av Greatest Hits-karaktär.